# Premier vol d'essai orbital du Starship
Le premier vol d'essai orbital du Starship de SpaceX (appelé Starship Flight Test par SpaceX) est le premier vol de Starship en configuration complète, avec le premier étage Super Heavy. Lancé à 08 h 33 CDT (13 h 33 UTC) le 20 avril 2023, le vol sans équipage fait de Starship la fusée la plus haute et la plus puissante à avoir jamais volé, avec deux fois la poussée de la fusée Saturn V des années 1960,.
Starship devait parcourir une orbite presque complète autour de la Terre avant de rentrer dans l'atmosphère et d'effectuer un amerrissage contrôlé dans l'océan Pacifique près d'Hawaï. Le premier étage Super Heavy devait, lui, effectuer un amerrissage contrôlé dans le golfe du Mexique à environ 30 km au large des côtes du Texas. Les deux étages devaient ensuite couler, aucune récupération n'étant prévue.
Starship n'ayant pas réussi à se séparer de son premier étage Super Heavy, le lanceur est devenu incontrôlable, ce qui a déclenché le système d'autodestruction, détruisant les deux véhicules environ 4 minutes après le début du vol d'essai.

## Contexte

### La fusée
Starship est un lanceur super lourd développé par SpaceX. Le lanceur entièrement réutilisable d'une hauteur de 120 m est le plus grand et le plus puissant jamais développé avec une capacité de charge utile projetée de 150 tonnes. Le premier étage de Starship, Super Heavy, est la fusée la plus puissante jamais lancée, car ses 33 moteurs Raptor génèrent nominalement plus de 71 MN de poussée. C'est à peu près le double de celui de la Saturn V (34 MN) utilisée entre 1967 et 1973, plus que le Space Launch System, qui produisait 39 MN de poussée au décollage en 2022, et bien au-dessus des 44 MN de poussée des 30 moteurs qui propulsaient la fusée N1 de l'Union soviétique entre 1969 et 1972.
Les deux étages sont conçus pour effectuer des atterrissages contrôlés sur le site de lancement et être réutilisés plusieurs fois. SpaceX prévoit d'utiliser le lanceur pour le lancement de satellites, le tourisme spatial et les vols spatiaux interplanétaires,.

### Développement
À partir de 2019, SpaceX a construit plusieurs prototypes de l'étage supérieur et les a lancés neuf fois au total, le dernier lancement ayant eu lieu le 5 mai 2021 au cours duquel Starship SN15 a atterri en douceur après six minutes de vol. En attendant les autorisations gouvernementales de lancement, SpaceX a continué à construire de nouveaux étages supérieurs, a achevé plusieurs premiers étages et a effectué des tests au sol.
En juin 2022, l'examen environnemental du site de lancement s'est conclu par une décision « FONSI atténuée » (constatation d'absence d'impact significatif). Cette décision obligeait l'entreprise à mettre en œuvre diverses mesures pour réduire l'impact sur la faune locale et les sites historiques mais ne s'opposait pas à la délivrance d'une licence de lancement.
Une revue d'aptitude au vol a été achevée le 8 avril 2023. Une répétition du lancement a été annulée le 11 avril. La Federal Aviation Administration (FAA) a délivré une licence de lancement orbital le 14 avril 2023.

### Objectifs des tests
SpaceX a déclaré qu'il mesurerait le succès de la mission « par l'étendue de ce que [SpaceX] pourra apprendre » et que l'achèvement des étapes de la mission « [n'était] pas nécessaire pour qu'un test soit réussi ». Avant le lancement du 20 avril, le PDG de SpaceX, Elon Musk, estimait à 50 % les chances de réussite du test, affirmant que si la fusée s'éloignait « suffisamment loin de la rampe de lancement avant que quelque chose ne tourne mal, alors je pense que je considérerais cela comme un succès. Ne faites pas exploser la rampe de lancement ».

### Profil de vol
Le plan de vol de l'engin spatial consistait à effectuer un vol propulsé jusqu'à atteindre l'orbite terrestre transatmosphérique souhaitée, estimée à environ 250 × 50 km, ce qui aurait amené Starship à faire sa rentrée dans l'atmosphère après environ 1 heure 17 minutes de vol, ayant presque complété une orbite complète.
Bien que les deux étages de Starship soient destinés à être réutilisables, SpaceX prévoyait de couler les deux étages à la fin de ce vol.
Le vol d'essai était composé des prototypes Ship 24 et Booster 7 qui devaient tous deux effectuer des amerrissages contrôlés à la surface de l'océan. Selon les documents déposés auprès de la Federal Communications Commission, le propulseur devait effectuer une rétropulsion supersonique et cibler un amerrissage à environ 32 km au large du golfe du Mexique, tandis que la fusée Starship devait cibler un amerrissage dans l'océan Pacifique à environ 100 km au nord-ouest de Kauai.
| Temps     | Événement | 17 avril | 20 avril                         |
| --------- | --- | -------- | -------------------------------- |
| −02:00:00 | Le directeur de vol de SpaceX effectue une check-list et vérifie que tous les voyants sont GO pour le chargement du carburant de propulsion. | Succès   | Succès                           |
| −01:39:00 | Chargement du carburant (oxygène liquide et méthane liquide) du Super Heavy en cours.                                                        | Succès   | Succès                           |
| −01:22:00 | Chargement du carburant (méthane liquide) de la fusée en cours                                                                               | Succès   | Succès                           |
| −01:17:00 | Chargement du comburant (oxygène liquide) de la fusée en cours                                                                               | Succès   | Succès                           |
| −00:16:40 | Refroidissement du premier étage | Succès   | Succès                           |
| −00:00:40 | Les interfaces fluides commencent la séquence de ventilation                                                                                 | Échoué   | Reprise après mise en attente    |
| −00:00:08 | Début de la séquence d'allumage du premier étage                                                                                             | NC       | Succès                           |
| −00:00:06 | Allumage des moteurs du premier étage | NC       | Succès                           |
| 00:00:00  | Décollage | NC       | Succès                           |
| 00:00:55  | Max q (moment de contrainte mécanique maximale sur la fusée)                                                                                 | NC       | Succès, mais plus tard que prévu |
| 00:02:49  | Coupure des moteurs principaux (MECO) | NC       | ?                                |
| 00:02:52  | Séparation des étages | NC       | ?                                |
| 00:02:57  | Allumage des moteurs du second étage | NC       | N'a pas eu lieu                  |
| 00:03:11  | Démarrage de la rétropulsion supersonique du Super Heavy                                                                                     | NC       | NC                               |
| 00:04:06  | Arrêt de la rétropulsion du Super Heavy | NC       | NC                               |
| 00:07:32  | Le Super Heavy est transsonique | NC       | NC                               |
| 00:07:40  | Démarrage de la rétropulsion finale du Super Heavy                                                                                           | NC       | NC                               |
| 00:08:03  | Amerrissage du Super Heavy | NC       | NC                               |
| 00:09:20  | Coupure du moteur du second étage (SECO) | NC       | NC                               |
| 01:17:21  | Rentrée atmosphérique du second étage | NC       | NC                               |
| 01:28:43  | La fusée est transsonique | NC       | NC                               |
| 01:30:00  | Amerrissage de la fusée dans l'océan Pacifique                                                                                               | NC       | NC                               |

## Tentative de lancement du 17 avril
Le plein de carburant propulseur était fait et la combinaison Starship + Super Heavy était prête à être lancée à 13 h 20 UTC (8 h 20 CDT ). Le lancement a été interrompu à T-8:05 en raison d'une valve de pressurisation qui avait gelé sur le premier étage Super Heavy. Cela a causé des inquiétudes concernant la pressurisation du Booster 7. Avant l'abandon, le contrôle de lancement de SpaceX a cherché à résoudre le problème, dans l'optique de procéder à un lancement le jour même. Mais la valve a montré une faible réactivité, SpaceX a donc procédé à une répétition générale du lancement/test de remplissage (« wet dress rehearsal ») qui s'est terminée à T-40 secondes. SpaceX a déclaré qu'il lui faudrait au moins 48 heures avant de pouvoir faire une deuxième tentative,.

## Lancement du 20 avril
Une fenêtre de lancement de 62 minutes s'est ouverte à 8 h 28 CDT (13 h 28 UTC) le 20 avril 2023. À 08 h 33 CDT (13 h 33 UTC), la fusée a réussi à décoller, malgré les nombreux dégâts causés à la rampe de lancement. Plusieurs des moteurs Raptor du booster Super Heavy sont tombés en panne pendant le vol (la vidéo que SpaceX a diffusé sur internet montre que 5 moteurs se sont arrêtés). La fusée est montée à environ 39 km avant de perdre de l'altitude et d'entrer dans une chute incontrôlée. Les systèmes d'autodestruction ont été activés pour Super Heavy et Starship, les détruisant après environ quatre minutes de vol. Aucun blessé, ni aucune destruction de biens publics n'a été signalé par la Federal Aviation Administration. La cause de l'échec est actuellement inconnue.
Après le vol d'essai, la FAA a fait savoir qu'elle superviserait une enquête et que « tout nouveau vol de Starship / Super Heavy serait conditionné au résultat de l'enquête de la FAA visant à déterminer qu'aucun système, processus ou procédure lié à l'accident n'affecte la sécurité publique ».

## Conséquences

### Effets sur les communautés locales
Avant le lancement, 27 organisations, dont le Sierra Club, South Texas Environmental Justice Network, Another Gulf is Possible, Voces Unidas et la tribu Carrizo/Comecrudo ont signé une lettre exprimant leurs inquiétudes et leur opposition. Ils ont cité entre autres problèmes la gentrification, la surveillance excessive de la région, l'habitat faunique, la gêne occasionnée aux cérémonies indigènes et le risque d'accidents émettant du méthane.
La poussière « soulevée au décollage a recouvert des habitations à des kilomètres de là », a rapporté le Washington Post. Certains experts environnementaux ont par la suite critiqué SpaceX pour ne pas avoir divulgué les risques potentiels, citant une évaluation de la FAA qui affirmait qu'il n'y aurait « aucun impact significatif ». SpaceX a activé un « plan d'intervention en cas d'anomalie », mais a par ailleurs refusé de commenter la situation, bien que Musk ait précédemment déclaré qu'un déflecteur de flamme pourrait s'avérer nécessaire,,. CNBC s'est fait l'écho des inquiétudes des représentants du Sierra Club et du Center for Biological Diversity concernant les effets des particules sur la santé des résidents de Port Isabel et des espèces en voie de disparition. Les représentants ont également déclaré que l'explosion avait causé des dommages à la route empêchant, jusqu'au 22 avril, les biologistes de la faune sauvage d'accéder au site de lancement pour enquêter.

### Dégâts sur le site de lancement

Balayage radar du National Weather Service à Brownsville, Texas, montrant le panache laissé par l'explosion de la fusée.

La rampe de lancement a été construite sans déflecteurs de flammes ni déluge, systèmes habituellement utilisés pour éviter les dégâts lors du décollage. L'astrophysicien et ingénieur Scott Manley a déclaré après le lancement qu'on avait choisi de les omettre en pensant à de possibles voyages sur Mars pour lesquels il serait difficile de construire de tels systèmes. La décision de les omettre a été prise par le PDG de SpaceX, Elon Musk, qui en 2020 a tweeté que cela serait peut-être une erreur.
Les photos post-lancement ont montré des dégâts au béton sous la rampe de lancement et à l'infrastructure du site de lancement. On peut voir sur la vidéo de SpaceX des débris être projetés dans l'océan à près d'un kilomètre de distance. Les gaz d'éjection de la fusée « ont dispersé des débris sur des centaines de mètres ressemblant à des tirs de mortier, laissant un cratère sous son support de lancement, des bosses dans les réservoirs de stockage à proximité et des questions sur l'étendue des réparations. Questions qui à leur tour posent celle de savoir quand SpaceX pourra de nouveau tenter un lancement », selon le Washington Post.

### Réactions
Dans l'ensemble le lancement était considéré comme un vol d'essai ayant pour but de faire progresser le développement de Starship, suivant le processus de développement itératif et incrémentiel de SpaceX,,. Des commentaires positifs concernant le résultat du vol d'essai ont été faits par l'administrateur de la NASA, Bill Nelson, le directeur général de l'Agence spatiale européenne, Josef Aschbacher, et l'astronaute canadien à la retraite Chris Hadfield. Eric Berger, le rédacteur en chef d’Ars Technica, a rapporté que les professionnels de l'industrie pensaient que « faire décoller la fusée Super Heavy et son étage supérieur de la rampe de lancement était un énorme succès ».
Jordan Brimm, historien de l'espace de l'Université de Chicago, a déclaré que « cela se situait quelque part entre un petit pas et le saut de géant espéré, mais cela représente malgré tout un progrès significatif vers une fusée super lourde réutilisable ». Loren Grush, la journaliste spécialiste en aérospatial de Bloomberg News, a déclaré que l'explosion « met en évidence les défis auxquels devra faire face le plan grandiose de Musk visant à faire de Starship un pionnier des voyages habités dans l'espace ». Elle a ajouté qu'au-delà des travaux d'ingénierie nécessaires pour que Starship atterrisse avec succès, SpaceX devra encore travailler sur les systèmes de survie de Starship et sur la capacité de ravitaillement dans l'espace. Grush a également décrit le premier décollage du propulseur comme une « victoire » et a déclaré que les premiers lancements de fusées commerciales réussissaient rarement.
Un tweet de SpaceX qui, à la suite du lancement, décrivait l'explosion comme un « démontage rapide et imprévu » (« rapid unscheduled disassembly »), terme couramment utilisé dans l'industrie spatiale,, a été satirisé dans des mèmes en ligne,.